# Български милет
Под  Булгар миллет или български милет се разбира българската етнорелигиозна общност (миллет) в рамките на Османската империя в периода от средата на 19 до началото на 20 век. Първоначално като миллет са признати българските униати, а след това и миллет на българските източноправославни християни (Eksarhhâne-i Millet i Bulgar). Миллетите имали законово право да изграждат свои автономни учреждения като черкви, училища, болници и др. в обособени по етнорелигиозен признак квартали (български махали) в градовете. Признаването на българския миллет означавало признаване на отделен български народ, като решаващ етап от процеса на изграждане на нация.

## История

### Предистория
След падането на България под Османска власт населението загубило своите национални църква и държава. То е подложено на продължителна асимилация. Тя е осъществявана чрез ислямизация, която е както насилствена, така и доброволна. Освен това българите станават жертва на религиозна, политическа, икономическа и юридическа дискриминация. В резултат народът започнал постепенно да губи етническата си идентичност и към средата на 18 век българският дух останва съхранен предимно в изолираните манастири. Българите се изселиват по отдалечени села, разположени в планинските местности, а в градовете преобладава ислямско (вкл. ислямизирано), гръцко (вкл. гърчеещо се) и еврейско население. Според някои автори като Петър Мутафчиев, българите загубват почти напълно народностното си съзнание в края на 18 век, а според други като Христо Гандев те без съмнение имат съзнанието, че принадлежат и към отделна етническа общност, но тя не създавала толкова силни чувства на привързаност и лоялност каквато религиозната им принадлежност. Тогава българите са част от т. нар. рум миллет и се възприемат по-скоро като християни, а родината им се простира до границите на землището на родното им селище. Според трети учени, понятието „българин“ тогава не е само етническа категория, а има и социално-битово значение. С него се отъждествяват говорещите на български език православни селяни, формиращи по-ниско образована прослойка, занимаваща се предимно със земеделие или скотовъдство. В този смисъл българите губят своя „статут" като отделна и самостоятелна народностна общност. Те се третират от завоевателите просто като друговерски имперски поданици, намиращи се под опеката на Цариградската патриаршия. Самите османци, част от т. нар. ислямски миллет са наричали българите: „рая“, т.е. обикновени селяни, простолюдие, както и „зимми“, т.е. „хора на писанието“ или „урум“ (православни). Изповядващите исляма също наричат по онова време практикуващите други религии пренебрежително „гяури“, което означава „хора, които не изповядват правата вяра“, „неправоверени“.

### Формиране и признаване
След Великата френска революция (1789 – 1799 г.) започва възход на национализма в Европа, включително и в Османската империя. Въпреки това, поне до 40-те години на 19 век се шири това, което в българската историография се нарича „погърчване“. То обхваща предимно интелигенцията и заможното градско население, като до голяма степен съвпада с поевропейчването. Процесите на елинизация били толкова напреднали, че гръцкият станал домашен език на образованите прослойки на българското общество. Все пак, тогава гъркоманите разпространяват идеите на Просвещението, но не налагат гръцката етническа идентичност. Българската идея се изразява през този период в спорадични актове на църковен протест срещу денационализаторската политика на Цариградската патриаршия. Между новите идеи, които въвело Просвещението сред рум миллета, била и идеята за гражданската нация. Запалени от примера на френската република, някои революционно настроени ромеи смятали, че и рум миллета трябвало да се преобразува в гражданска нация, която да си служи с гръцки език, а езиковите различия щели да бъдат от второстепенно значение. Голямата част от идеолозите на подобна държава на Балканите били власи и арванити. През 40-те години на 19 век, обаче гръкоманите сменят споделената с останалите балканци източноправославна, патриаршистка идентичност с несподелимата елинска мегали идея. Така ромейската общност се разпада и по целия полуостров започва трескава дейност на т.нар. „етнически активисти“, чиято цел е разрушаването на старата религиозна общност и трансформирането на езиковите общности, които дотогава са част от нея, в нации. Българите поемат необратимо към изграждане и признаване на своя етнорелигиозна общност.
По Българските земи започва процес на национално Възраждане и в резултат започват църковно-национални борби, наричани по онова време миллет-движение. Епохата на обществени реформи, наречена Танзимат, започнала с въвеждане на пакет от закони през 1839 г. и завършила с приемането на първата османска конституция през 1876 г., дава допълнителни надежди на българите. Според Г. С. Раковски от 1848 година османското правителство започва в някои официални документи да отделя българите от рум миллета и да им дава народностно име: булгар миллет или български народ. През 1849 година е издаден официален султански ферман, позволяващ на българите в Цариград да имат собствен храм. През 1860 година българските духовници там едностранно провъзгласили независимост на Българската църква от Цариградската патриаршия, но това довело до репресии и засилване на католическата пропаганда. Така на 14 април 1861 г. Йосиф Соколски е признат от султан Абдул Меджид със специален берат за „миллет баши на българите, които се съединиха с Рим", което означавало официално признаване на българския народ. Същевременно в Русия набира скорост панславизмът, който влияе върху руската външна политика, която има за ръководно начало да покровителства националните движения на балканските славяни и да подпомага създаването на техни държави. Така, не без помощта на руските дипломати в Цариград, на 28 февруари 1870 година султан Абдул Азиз издава ферман, с който е призната самостоятелна Българска екзархия. Така де юре било признато съществуването на отделен български народ. На практика, по-голяма част от униатите станали екзархисти след учредяването на Екзархията.

### Българска нация
След Априлското въстание в България и последвалата Сръбско-турска война натискът за реформи в империята се усилва. Свиканата през 1876 г. в Цариград посланическа конференция принуждава Абдул Хамид II да вземе спешни мерки и на официалното откриване на конференцията прогласява приемането на първата Османска конституция. Под влияние на младотурците чл. 8 от Конституцията обявява всички поданици за „отоманци“, независимо от миллетската им принадлежност. През 1878 г. по време на Руско-турската война, султанът отменя действието на конституцията, като това положение се запазва до 1908 г. Този процес на разпадането на милетската система в края на 19-и и началото на 20 век съвпада със създаването, укрепването и разширението на Княжество България, което заема голяма част от териториите, населени от булгар миллета. Така, той формира ядрото на младата българската нация в новата държава, която през 1885 г. анексира Източна Румелия, а през 1908 г. обявява независимост. Отоманизмът преживял ренесанс по време на т. нар. Младотурска революция в 1908 г. Дошлите на власт младотурци го провъзгласяват за официална идеология и прокламират създаването на единна османска нация, съставена от отделните миллети в Империята. Останалите в рамките на Османската империя българи създават две легални политически партии – Съюз на българските конституционни клубове и Народна федеративна партия (българска секция). Не след дълго национализмът на младотурците надделява и през 1909 година новото правителство повежда политика на тотална „отоманизация“ – заличаване на институциите и етнорелигиозното самосъзнание на миллетите. Засилващия се национализъм, намира израз в Балканските войни, като последната компактна българска общност е прогонена от Османската империя през 1913 г.
По стечение на историческите обстоятелства, по време на изтласкването на Империята от Европа в края на 19-и и началото на 20 век, части от булгар миллета неколкократно се откъсват от българския народ и впоследствие стават част от други нации. Така, население с еднаква религия, относително еднаква култура, исторически спомени и сходни езикови наречия, след като попадане под влиянието на различни национални и държавни институции, запазва или променя идентичността си. По този начин, за относително кратък период от време обикновените селяни променят предишната си идентичност и започват да се идентифицират с друга нация и нейната държава, на чиято територия попадат. Това се случва с премахването на османската власт, последвалите дълбоки икономически промени, въвеждането за пръв път на масово първоначално образование, стопанска модернизация, миграционните процеси и др. В резултат на такива процеси се формира сръбско и гръцко, а по-късно и македонско национално съзнание сред население, идентифицирало се преди това с българската нация, църква и държава след формирането ѝ. На основите на булгар миллета със създаването на българската държава през 1878 година приключва формирането на новата българска нация, като този процес продължава в останалите под османска власт земи и в началото на 20 век.